# Manor (Saskatchewan)
Pour les articles homonymes, voir Manor (homonymie).
Manor (2016 population : 295) est un village de la province canadienne du Saskatchewan

## Histoire
Le Manor Museum (1904) est désigné bien patrimonial municipal en vertu de la loi provinciale sur les biens patrimoniaux.